# Pierre Mirault (peintre)
Pour les articles homonymes, voir Pierre Mirault.
Pierre Mirault, né le 7 avril 1899 à Jouet-sur-l'Aubois (Cher) et mort le 31 décembre 1982 à La Charité-sur-Loire (Nièvre), est un médecin, peintre, graveur et sculpteur français.

## Biographie
Second fils du poète Louis Mirault, plus connu sous le pseudonyme de Fanchy, Pierre Mirault se découvre très tôt un don pour les arts plastiques.
Pierre Mirault, diplômé de la faculté de médecine de Paris avec une thèse sur la diphtérie, il exerce la profession de médecin. En parallèle de son activité médicale, il se met à peindre et à sculpter des masques.
Pierre Mirault a produit essentiellement des œuvres paysagistes de la Loire et de ses environs, toutefois ce sont les quelques rares portraits dont celui de Jacques Brel qui lui ont fait sa renommée. En 1971, il exécute le portrait du peintre Claude Rameau (1876-1955), une huile sur panneau qui est conservé de nos jours dans le musée de la Loire à Cosne-sur-Loire.

## Publications
- Pierre Mirault, Prophylaxie de la diphtérie en milieux contaminés par le vaccin antidiphtérique (anatoxine de Ramon) : travail du service de M. le Docteur Louis Martin (hôpital de l'Institut Pasteur) (Thèse sur la diphtérie), 1926, 61 p. (BNF 32454143, lire en ligne).